# Zopp

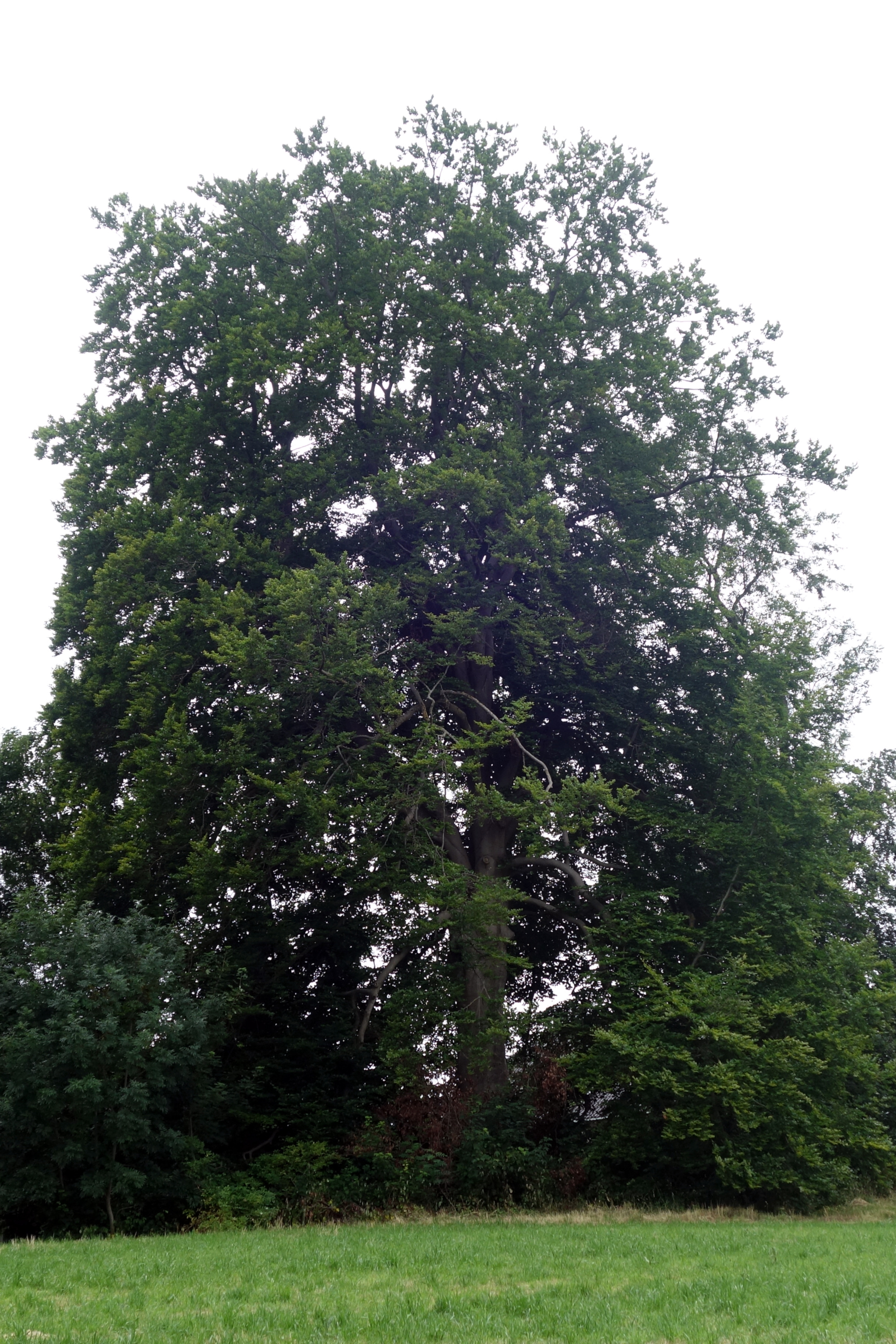
Naturdenkmal Rotbuche in der Ottenfelder Straße in Zopp

Zopp ist ein westlicher Stadtteil von Alsdorf in der Städteregion Aachen. Im Süden grenzt er an das Naherholungsgebiet Broichbachtal mit dem Broicher Bach und Schloss Ottenfeld, im Westen an den Herzogenrather Stadtteil Noppenberg und im Osten und Norden ist er umgeben von drei der großen, inzwischen begrünten Bergehalden des Nordkreises, Überbleibsel des Wurmreviers. Die große östliche Halde heißt „Zopperberg“. Den Ort charakterisieren durch den Bergbau geprägte Strukturen und ein reges Vereinsleben.

## Geschichte
Der Name „Zopp“ stammt wahrscheinlich von dem mittelhochdeutschen Wort „zoffen“, welches „anbauen von Äckern“ bedeutet. Der Ort besteht sowohl aus einer alten als auch einer neuen Ansiedlung. Der alte Ortsteil bildete sich um die Straßenkreuzung von „Prämienstraße“ (in Ost-West-Richtung) und „Ottenfelder Straße“ (in Nord-Süd-Richtung), denn diese Kreuzung war in früheren Jahrhunderten für den Fernverkehr von großer Bedeutung. Die „Prämienstraße“, die heutige L 47 zwischen Alsdorf und Herzogenrath, war ein Handelsweg von Köln nach Maastricht und eine mittelalterliche Verkehrsverbindung, und die „Ottenfelder Straße“ zusammen mit der „Alten Aachener Straße“ war eine Römerstraße.
Urkundlich erwähnt wird Zopp erstmals 1420 in dem Weistum der Herrlichkeit Alsdorf, in welchem der sechste Rechtsnachweis Eigentumsrechte der Burgherren der Burg Alsdorf an bestimmten Ländereien diesseits und jenseits der „Vettenzoppen“ sowie den Weiler „Tzoyppen“ nennt. Die Einwohner dieses Weilers mussten ihren Zehnten an die Pfarre Gertrudis in Afden und seit 1443 an die Kirche Maria-Himmelfahrt abgeben.
Die neue Siedlung Zopp wurde 1936 als Ley-Siedlung an das alte Zopp angebaut sowie 1949 und 1965 erweitert.

## Verkehr
Die nächste Anschlussstelle ist „Alsdorf“ auf der A 44, die nächsten Bahnhöfe sind „Herzogenrath“ an der Strecke Aachen – Mönchengladbach und „Alsdorf-Busch“ an der Euregiobahn-Strecke Alsdorf-Annapark – Herzogenrath – Aachen Hbf.
Die AVV-Buslinien 69 und 89 der ASEAG verbinden die Haltestelle „Zopp“ mit Alsdorf, Noppenberg, Merkstein und Herzogenrath.
| Linie | Verlauf |
| ----- | --- |
| 69    | Alsdorf-Annapark – (Busch –) Zopp – Noppenberg – Nordstern – Bierstraß – Herzogenrath Bf                     |
| 89    | Alsdorf-Annapark – Zopp – Noppenberg – Nordstern – Merkstein – Herzogenrath Bf (– Herzogenrath Schulzentrum) |